# Jacques de Vendeuvre
Jacques Le Forestier de Vendeuvre (Vendeuvre, 9 marzo 1912 – Gibilterra, 30 giugno 1940) è stato un militare e aviatore francese, tra i primi ad aderire alle Forces aériennes françaises libres dopo la firma dell'armistizio del 22 giugno 1940, Mort pour la France fu insignito postumo dell'Ordre de la Libération.

## Biografia
Nacque a Vendeuvre il 9 marzo 1912, figlio di Guy Charles Joseph Augustin e di Marguerité Marthe Elizabeth de Vernóu de Bonneüil, all'interno di una famiglia di antica nobiltà. Dopo aver studiato a Vannes, nel 1930 entrò nella École spéciale militaire de Saint-Cyr (promozione Joffre), ed ebbe come istruttore il tenente Philippe Leclerc de Hauteclocque. Diplomatosi nel 1932 come primo della scuola e scelse come suo incarico la cavalleria, entrando nella École de cavalerie de Saumur nel 1933.
Nel 1937 ottenne una laureato in storia e rimase gravemente ferito in un incidente aereo mentre partecipava a un corso per osservatori d'aeroplano nella regione di Reims.
Nel 1938 fu nominato istruttore presso la École spéciale militaire de Saint-Cyr.
Nell'agosto 1939 entrò nell'Armée de l'air e fu assegnato alla scuola di volo di Melun come allievo pilota.
Fu quindi inviato in Marocco, preso la scuola di perfezionamento al pilotaggio di Meknès dove prestò servizio come pilota da ricognizione, deluso per non essere stato mandato al fronte.
Lui e i suoi compagni, i capitani Gustave Lager e Michel Meyrand, i tenenti Pierre Tassin de Saint-Péreuse e Pierre Aubertin e il sottotenente Robert Weill si trovavano a Casablanca, in partenza per la Francia quando vennero a conoscenza della richiesta di armistizio con la Germania del Maresciallo di Francia Philippe Pétain. Gli aviatori decisero di continuare a combattere in Nord Africa se il generale Charles Noguès, comandante in capo del teatro delle operazioni in Africa del nord confermava la sua volontà di non accettare l'armistizio e, in caso contrario, di unirsi alla Gran Bretagna.
Quando il 29 giugno 1940 giunse loro la notizia della liberazione di tutti i prigionieri di guerra italiani detenuti in Marocco e della decisione che, a partire dal 1 luglio, tutti gli aerei dovevano essere resi inutilizzabili, decisero di partire per raggiungere l'Inghilterra.
Prima di partire scrisse alla famiglia: Qualunque sia il futuro, va sempre considerato con coraggio, fede e rassegnazione: l'essenziale è che ognuno faccia il proprio dovere e Dio farà il resto. Questa mattina ho fatto il sacrificio della mia vita, mi dà molto coraggio. Parto, obbedisco alla mia coscienza, ho un solo obiettivo: obbedire al mio senso del dovere.
Il 30 giugno 1940 i sei aviatori, cui si aggiunsero il tenente Jean Pierre Berger e il sottotenente Bertrand Jochaud du Plessix, presero la navetta che li portò, come di consueto, all'aeroporto di Berrechid situato a una cinquantina di chilometri a sud di Casablanca.
Armati di falsi ordini di missione, presero in consegna tre bombardieri Martin 167A-3. Nel primo aereo pilotato da lui, presero posto il tenente Berger e il sottotenente Jochaud du Plessis. Nel secondo aereo pilotato dal capitano Lager, salirono i tenenti Aubertin e Tassin de Saint-Péreuse. Nel terzo velivolo, pilotato dal capitano Michel Meyrand, cercò di prendere posto il sottotenente Weill. Quest'ultimo, non potendo aprire il portellone posteriore dell'aereo, salì finalmente sul primo aereo pilotato da de Vendeuvre. Alle 16:00 gli aerei decollarono e percorsero la distanza per Gibilterra senza incidenti. L'aereo pilotato da Lager e Meyrand atterrò sano e salvo sul locale aeroporto, sorprendendo la vigilanza della contraerea spagnola. Il suo aereo, più lento perché sovraccarico, fu attaccato da tutte le postazioni contraeree spagnole dell'area e si schiantò nelle acque del porto. Le unità britanniche accorse in loro aiuto raccolsero le salme dei primi 4 caduti della Francia libera. Fu sepolto il giorno dopo presso il cimitero di North Front presso il campo d'aviazione di Gibilterra con i suoi camerati; essi furono i primi ad essere insigniti dell'Ordre de la Libération.

### Annotazioni
1. ↑  Suo padre aveva prestato servizio nella prima guerra mondiale come tenente nel 25º Reggimento di fanteria, morto nel 1917.

### Fonti
1. 1 2 3 4 5 6 7 8 9 10 11 12  Ordre de la Liberation.
2. 1 2 3  Memoire et Espoirs de la Résistance.
3. ↑  Ragache 2020, p. 270.
4. ↑  Boulat 2015, p. 247.